# Knockcloghrim
Knockcloghrim är en ort i Irland.   Den ligger i Förenade konungarikets riksdelen Nordirland, i den västra delen av landet, 600 km nordväst om huvudstaden London. Knockcloghrim ligger 48 meter över havet och antalet invånare är 186.
Terrängen runt Knockcloghrim är huvudsakligen platt, men åt sydväst är den kuperad. Terrängen runt Knockcloghrim sluttar österut. Runt Knockcloghrim är det ganska tätbefolkat, med 67 invånare per kvadratkilometer. Närmaste större samhälle är Maghera, 4,6 km nordväst om Knockcloghrim. Trakten runt Knockcloghrim består i huvudsak av gräsmarker.